# スケーエン美術館

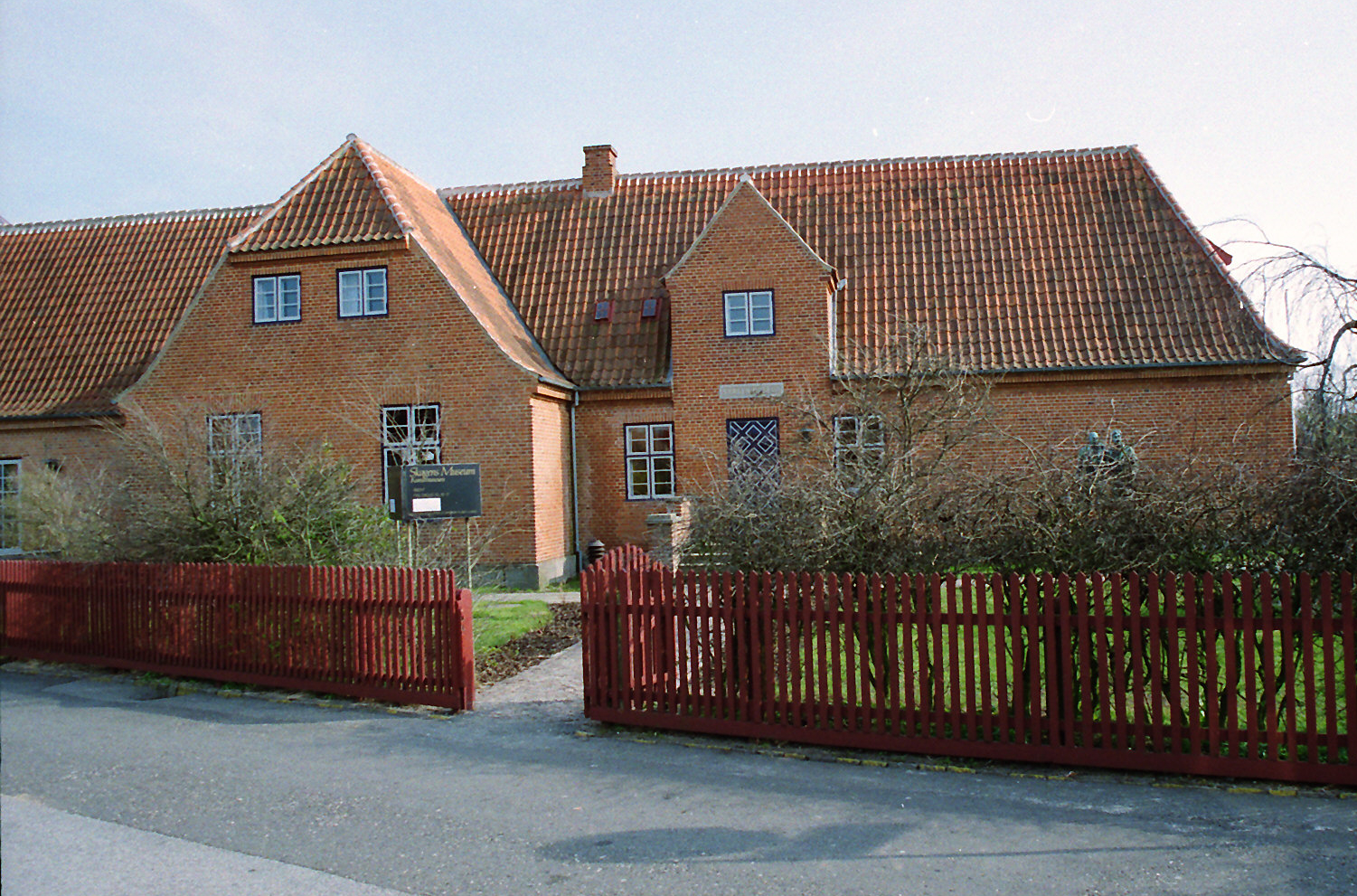
スケーエン美術館

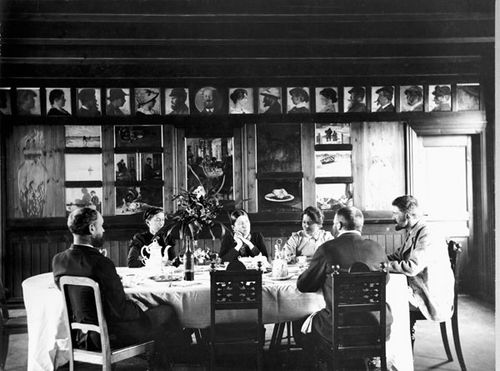
19世紀末のブロンダムホテル「Brøndums Hotel」の食堂

スケーエン美術館（Skagens Museum）は、デンマーク、ユトランド半島北端の町スケーエンにある美術館である。19世紀後半にこの町に集まって創作した、デンマークやスウェーデンの芸術家たち、（「スケーエン派」とも称せられる）の多くの作品が集められている。主な画家は、アンナとミカエルのアンカー夫妻、マリー・クロイヤー、ペーダー・セヴェリン・クロイヤー、ラウリツ・トゥクセン、 ヴィゴ・ヨハンスン、ホルガー・ドラクマンらである。

## 歴史
美術館は1908年10月20日、アンナ・アンカーの父親が始めた宿屋(ブロンダムホテル)の食堂に作られたのに始まる。近隣の薬剤師のクラベル(Victor Christian Klæbel)、宿屋主人のブロンデュム(Degn Brøndum、アンナ・アンカーの兄）、ミカエル・アンカー、クロイヤー、トゥクセンが理事となって、展示作品を集め、美術館建設の資金を集めることになった。
1909年にクロイヤーが亡くなると、クロイヤーの住まいが美術館として使われるようになった。1919年にブロンダムはホテルの庭園を寄付しその地に、1926年から新しい美術館の建設が始められ、1928年9月22日に開館した。325点ほどの作品が集められ、多くは画家たちから寄付された。
1981年からおよびその後も、拡張が行われた。現在8000点を超える美術品や画家たちの使った家具などを保有し、「スケーエン派」の画家の重要な作品を保有している。

## 美術館の画像

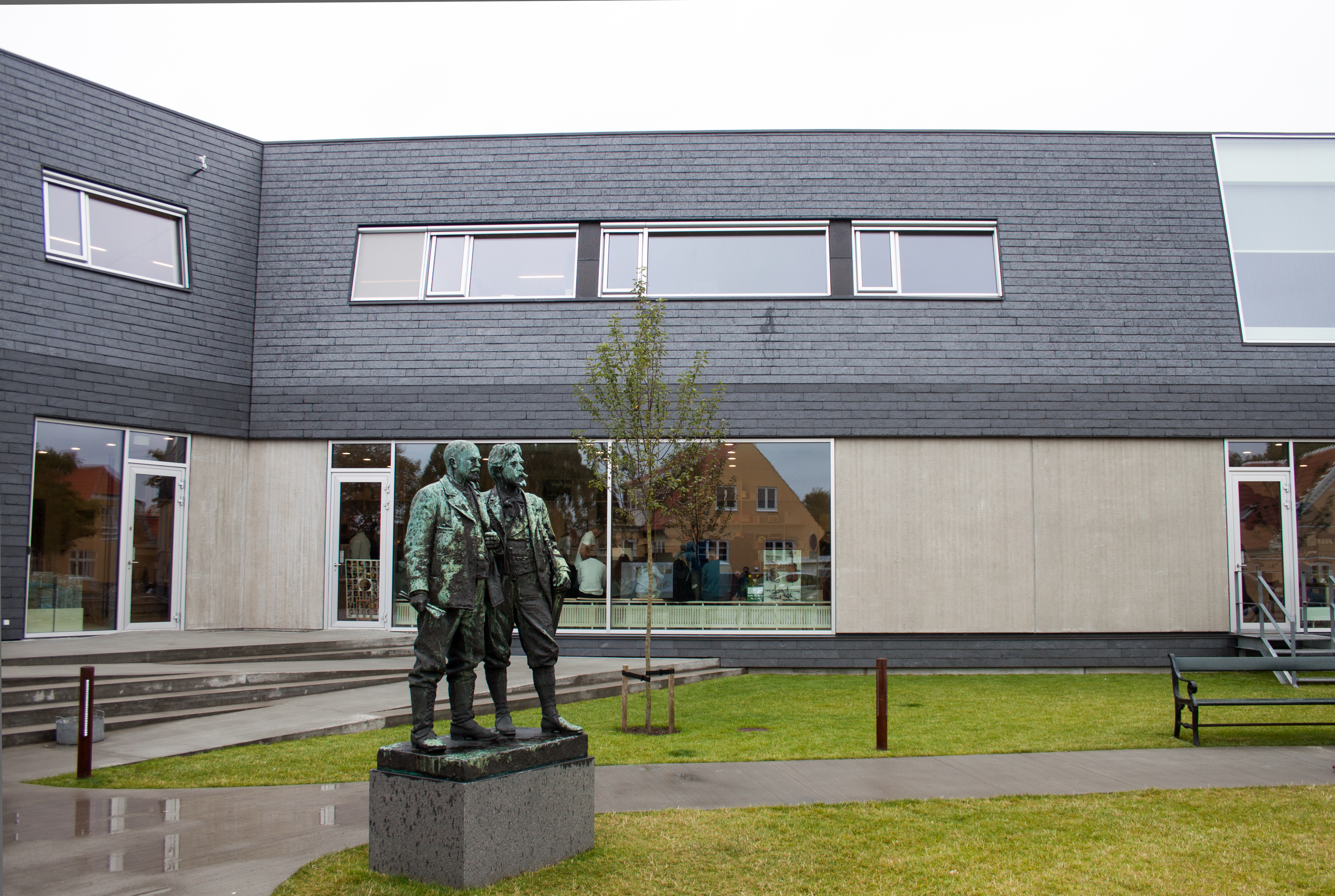
エントランスとM.アンカー、P.D.クロイヤーの像(作)ラウリツ・トゥクセン
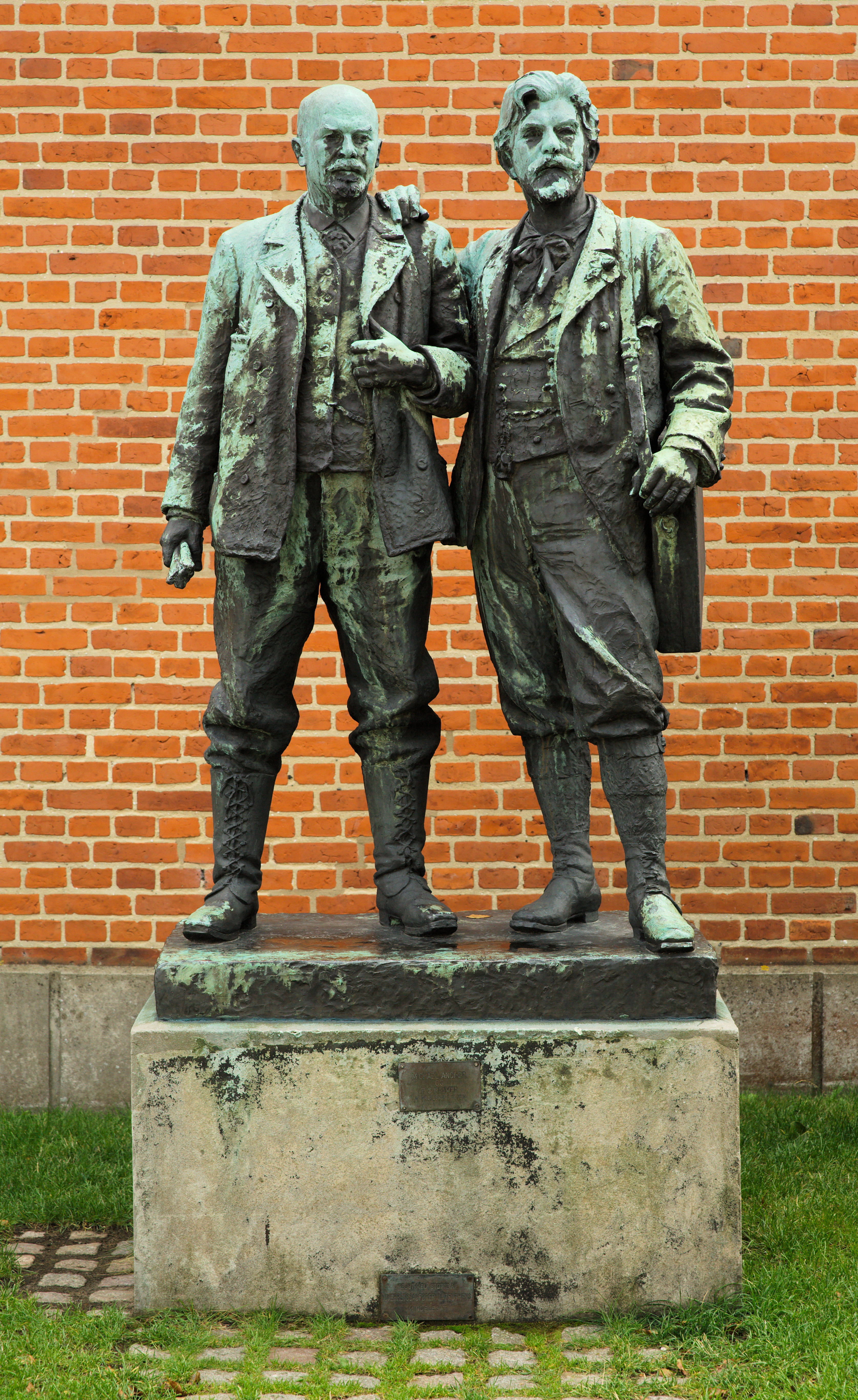
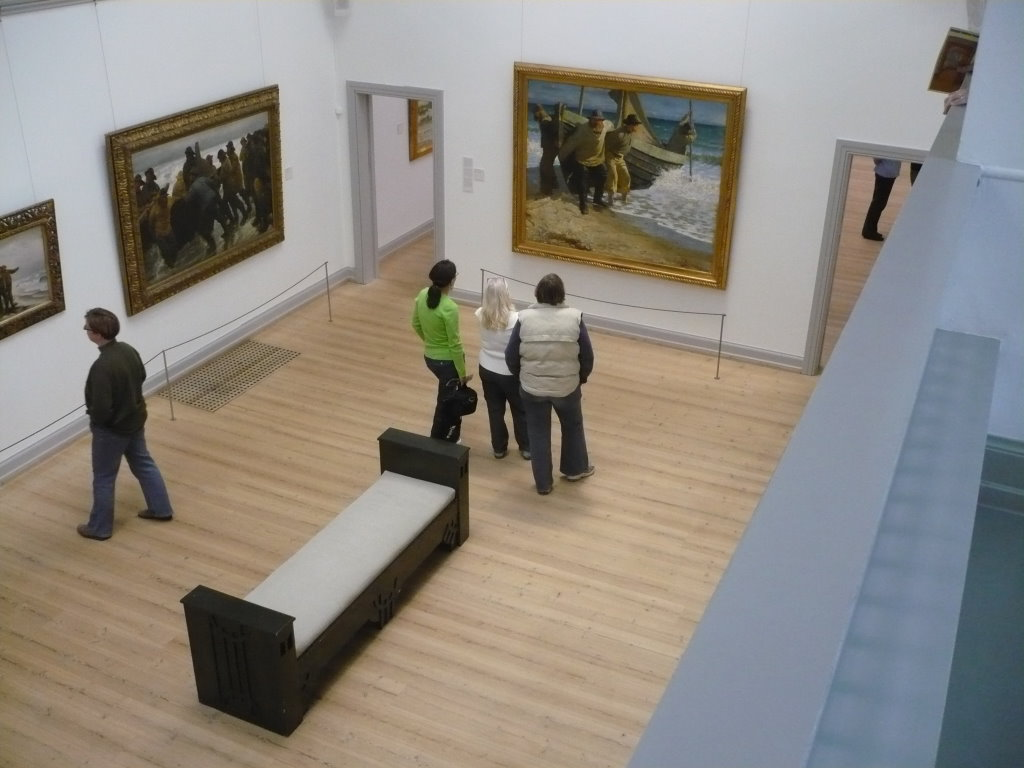
美術館内部、ミカエル・アンカーの部屋
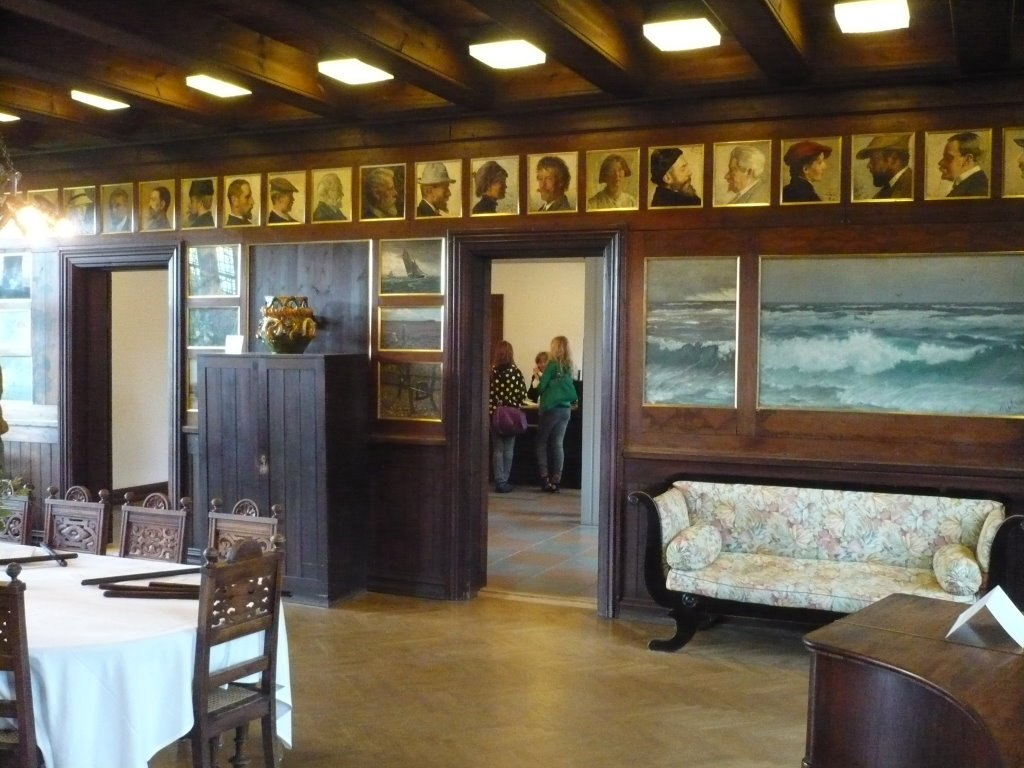
創始期の食堂の復元